# Blaesoxipha rocciai
Blaesoxipha rocciai är en tvåvingeart som först beskrevs av Guilherme A.M.Lopes 1981.  Blaesoxipha rocciai ingår i släktet Blaesoxipha och familjen köttflugor. Inga underarter finns listade i Catalogue of Life.